# 삼산화 안티모니
삼산화 안티모니(Antimony trioxide)는 화학식 Sb2O3을 갖는 무기 화합물이다. 가장 중요한 상업용 안티모니 화합물이다. 광물 발렌티나이트와 세나모나이트를 통해 자연에서 발견된다. 대부분의 이량체 산화물처럼 Sb2O3은 가수분해와 함께 수용액에 녹는다.

## 이용
미국과 유럽 내 삼산화 안티몬 소비량은 각각 약 10,000 및 25,000톤이다. 주로 할로겐화 물질들과 결합하여 난연제(내화처리제) 공력제로서 사용된다. 이러한 난연제는 전자기기, 직물, 가죽, 코팅에서 볼 수 있다.

## 안전
삼산화 안티몬은 인간에 영향을 주는 잠재적인 발암물질로 의심을 받고 있다. 이 물질로 인해 어떠한 인간의 건강에 대한 위험이 식별되지 않았고 일상 생활에서 삼산화 안티몬을 생산하고 이용 시 어떠한 인간의 건강 및 환경적 위험이 식별되지 않았다.